# Petr Oslzlý
Petr Oslzlý (* 26. dubna 1945 Konice) je český divadelní dramaturg, scenárista, herec a pedagog, v letech 2018 až 2022 rektor Janáčkovy akademie múzických umění v Brně.

## Život
Vyrůstal v Prostějově, kde jeho otec Albert Oslzlý vlastnil továrnu na zpracování kožešin. Kvůli svému původu nebyl přijat na žádnou střední školu, vyučil se v oboru kovomodelář v podniku Sigma Lutín. Díky dobrému prospěchu mohl poté studovat střední strojnickou školu v Olomouci. Dále studoval strojnickou fakultu v Brně a od roku 1968 divadelní vědu a dějiny umění na Filozofické fakultě Univerzity Jana Evangelisty Purkyně (Masarykovy univerzity). Studia úspěšně ukončil v roce 1973. V témže roce se oženil, s manželkou Evou (* 1950 Slavonice) mají dcery Markétu (* 1975) a Martu. 
Byl jedním z hlavních protagonistů experimentálního divadla Quidam. Od roku 1972 byl dramaturgem Divadla Husa na provázku. V několika obdobích byl jeho uměleckým šéfem. V druhé polovině 80. let spolu s Jiřím Müllerem a Miroslavem Pospíšilem organizoval tajné bytové semináře Podzemní univerzita, kde přednášeli význační profesoři ze západních zemí. V roce 1989 se Oslzlý stal jedním z organizátorů listopadové stávky divadel a zakládajícím členem Občanského fóra. V letech 1990–1992 působil jako poradce a asistent prezidenta Václava Havla pro kulturní otázky a ředitel Kulturní sekce jeho kanceláře. Od roku 1994 byl ředitelem Centra experimentálního divadla. Přednášel v oboru současného světového divadla, dramaturgie a autorské tvorby na Divadelní fakultě JAMU a v Kabinetu divadelních studií na Filozofické fakultě Masarykovy univerzity. V letech 1995–2019 byl ředitelem mezinárodního festivalu divadelních škol Setkání/Encounter. V roce 2000 byl jmenován profesorem. Je spoluautorem řady divadelních scénářů, konceptů divadelních akcí, přispěvatelem domácích i zahraničních časopisů, editorem či spolueditorem řady sborníků.
Dne 23. října 2017 byl Oslzlý zvolen rektorem brněnské JAMU. Na konci ledna 2018 jej do funkce jmenoval prezident Miloš Zeman, a to s účinností od 1. února 2018. Funkci zastával do konce ledna 2022, kdy jej v ní vystřídal Petr Michálek.

### Ocenění
- 1992 Cairo International Festival for Experimental Theatre
- 2000 Cena města Brna
- 2016 „Živoucí poklad“ festivalu ...příští vlna/next wave...
- 2016 Cena Ministerstva kultury za celoživotní autorskou, dramaturgickou i organizační práci v oblasti alternativního a studiového divadla[6]
- 2022 Zlatá medaile MU

## Dramaturgie
Petr Oslzlý tvořivě rozvíjel program tzv. nepravidelné dramaturgie, jak jej formuloval zakladatel a první dramaturg Divadla Husa na provázku Bořivoj Srba. Podílel se na většině stěžejních inscenací režisérů Petera Scherhaufera (11 dní křižníku Kníže Potěmkin Tauričevský, Commedia dell´arte, Velký vandr, Sviť, sviť, má hvězdo, Svatba, Karamazovci, Žehnej vám Pánbůh, pane Rosewatere, Labyrint světa a Lusthauz srdce, Chameleon, Balet Makábr, Prodaný a prodaná, Shakespearománie, Koncert V..., Zahradní slavnost, Zítra to spustíme), Zdeňka Pospíšila (Balada pro banditu, Na Pohádku máje, Dlouhá cesta) a Evy Tálské (Alenka v říši divů za zrcadlem, Jako tako, Markéta Lazarová, Svět snů, Příběhy dlouhého nosu, Píseň o Viktorce, Na dávném prosu, Božská komedie, Král Lear). Jako dramaturg je také podepsán pod autorskými inscenacemi Bolka Polívky (Am a Ea, Pezza versus Čorba, Trosečník, Poslední leč, Šašek a královna, Terapie), později spolupracoval zejména s režisérem Ivo Krobotem (Rozvzpomínání, Taneční hodiny, Báječná léta pod psa, Babička, Příběh inženýra lidských duší). Podílel se na přípravě několika ročníků festivalu Divadlo v pohybu, festivalu Parrésia aneb Ráj srdce a labyrint světa, divadelních akcí Naděje (ve Wroclavi), Vesna národů (v Lodži), Together (v Kodani), společného projektu Cesty, scénického časopisu Rozrazil a dalších.

## Knihy
- Living Theatre, Jazzová sekce 1982, (spolu s Jaroslavem Kořánem)
- Podzemní univerzita, CDK 1993, 229 s.
- Jan Šimek, příběhy soch, Atlantis 1998, 257 s., ISBN 80-7108-165-5
- Divadlo Husa na provázku 1968(7)-1998, CED 1999, ISBN 80-902684-0-4
- Commedia dell´arte, JAMU 2010, 284 s., ISBN 978-80-86928-88-3
- Divadlo za demokracii - Theatre for Democracy, Brno, JAMU, 2019.